# 玛丽安·伊伦
玛丽安·伊伦（1935年5月18日—2016年7月28日）是一名挪威人。她是作家阿克塞尔·詹森的首任妻子，后来她在1960年代变成了里奥纳德·科恩的慕斯与女友。她是科恩1967年作品“So Long Marianne”的主角，在这首歌中，他唱到她“抱着我就像抱着受难的耶稣，我们在黑暗中以膝前行”。

## 早年生活
伊伦1935年5月18日出生在挪威Larkollen，并在奥斯陆长大。她是家族中最有创造力的孩子，小时候想着长大了成为一个演员。但她的父母却对她的职业选择并不赞成；最终她选择了妥协。

## 与阿克塞尔·詹森与里奥纳德·科恩的关系
她在年轻时与挪威作家阿克塞尔·詹森相爱。她们后来不顾父母的反对成婚。1958年，夫妇两人前往希腊伊兹拉岛。在岛上，已经是诗人和小说家的詹森准备继续写作。他们之后生了一个儿子，小阿克塞尔。她说，她已经成为了詹森的“希腊女神”。当他写作的时候，她就坐在他脚边。平日里，伊伦从港口运些杂货到家里。他们的家十分简单，有一个外露式的厕所。每天早晨和晚上都只有一个小时的用电时间。剩下的时间里，他们只能用石蜡灯照明。
詹森和科恩的女友莉娜有着微妙的关系。后来，詹森抛弃了玛丽安还有他们的儿子，开始与另外一个女人一起居住。玛丽安曾这样说过，当时她从挪威旅行回来后不久，却发现她的丈夫抛弃了她。然后，她遇到了科恩。
1960年初他们相遇后，科恩和伊伦开始一起居住在伊兹拉岛；过了几个月，科恩带她去了奥斯陆，然后她和詹森选择了离婚。又过了几年，伊伦已经变成了科恩的女神，激励他写出了他头两张专辑Songs of Leonard Cohen（1967）和Songs from a Room（1969）中的许多歌。Songs from a Room 这张专辑的背景图是一张她在科恩打字机旁的著名照片。照片里，她在希腊的家中披着白色毛巾。

有一次伊伦透过家中的窗户看到了一只小鸟栖息在新装的电话线上，她把这件事说给了科恩听，并说道它们看上去就像音符，建议他写首关于这件事的歌。于是，便有了Bird on the Wire 这首歌，它也是科恩最成功的歌之一，它的开头这样写道：
Like a bird on the wire,

like a drunk in a midnight choir,

I have tried, in my way, to be free.
科恩在他们分手时写下了So Long, Marianne。科恩的自传作家杰夫·伯格曾说，“当他离开时，他经历了一次忧伤的分手，那之后不久他开始在音乐中融入他的诗”。

## 后来的生活
伊伦在1979年嫁给了简·斯唐，开始在一家油气厂工作，并居住在奥斯陆。她在这第二段婚姻中诞下了三个女儿。2013年的时候，她告诉一家挪威报纸《Nordlys》她在这32年的婚姻中过得很愉快。她对藏传佛教产生了兴趣并开始绘画。

## 生病与去世
2016年7月底，她被确诊患有白血病。她的密友简·克里斯蒂安·莫雷斯塔德通知科恩说伊伦已经病入膏肓了。科恩后来寄来了一封饱含痛苦之情的信。
2016年7月28日，玛丽安·伊伦在奥斯陆离开了人世，享年81岁。不久之后，科恩也随她而去。2016年11月7日，里奥纳德·科恩去世。

## 遗产
Kari Hesthamar是一名挪威记者，因她2006年拍摄的一部关于伊伦的纪录片而获奖。伊伦自己的传记使用了Hesthamar的调查结论。 2012年，Hesthamar写了她自己的关于伊伦的自传，《再见了，玛丽安：一段爱情故事》。这本书在2014年被翻译成英文。

## 延伸阅读
- Hesthamar, Kari. . ECW Press. 2014. ISBN 978-1-77090-501-6.
- Kari Hesthamar. . 2005  [2008-02-12]. （原始内容存档于2008-02-11）.